# علي الغانمي
علي جاسم الغانمي من مواليد 1987 شرطي بحريني سابق لفت إليه الانتباه عندما ترك منصبه وانضم إلى المحتجين في فبراير عام 2011 أثناء الاحتجاجات. في 9 يناير 2012 حكم عليه بالسجن لمدة 12 عاما.

## حادثة دوار اللؤلؤة
في فبراير عام 2011 بدأت على نطاق واسع الاحتجاجات المؤيدة للديمقراطية في البحرين كجزء من الربيع العربي. كان مركز الاحتجاجات دوار اللؤلؤة في العاصمة المنامة مقلدين فعل المحتجين المصريين عندما اتخذوا ميدان التحرير في الثورة المصرية الأخيرة. شهد الدوار عدة معارك بين المحتجين والشرطة بما في ذلك غارة قبل فجر 17 فبراير أدى إلى مقتل أربعة محتجين وجرح مائة آخرين. بعد الاطلاع على العنف قرر الغانمي ترك منصبه حارسا وانضم إلى الحشد معلنا لهم أنه لم يعد قادرا على دعم «مؤسسة القاتل». حمله المحتجين على أكتافهم وأصبح الغانمي فورا أحد مشاهير حركة الاحتجاج.
في الشهر الذي يليه انتقد الغانمي الملك حمد بن عيسى بن سلمان آل خليفة في سلسلة من المسيرات. وفقا لناشط قابلته بي بي سي نيوز حضر حوالي مائتي شرطي للقبض على الغانمي. وصفته منظمة حقوق الإنسان أولا ببطل الربيع العربي نتيجة أفعاله خلال الاحتجاجات.

## الاعتقال والمحاكمة
في مارس 2011 طلبت حكومة البحرين من قوات درع الجزيرة بقيادة المملكة العربية السعودية دخول البلاد لقمع المتظاهرين وتم طرد المحتجين من دوار اللؤلؤة. اختبأ الغانمي لتجنب اعتقاله. زعمت أسرته أنهم تعرضوا للتهديد في مسعى لجعلهم يكشفون عن مكان وجوده. تم اكتشاف مخبأ الغانمي واعتقل في 4 مايو.
في الفترة من سبتمبر 2011 إلى يناير 2012 وضع الغانمي في الحبس الانفرادي بزعم هتافه بشعار «يسقط حمد» في ساحة السجن. في ديسمبر 2011 زعم محامي الغانمي أن الغانمي كان موضع للإهانات وسوء المعاملة والضرب على أيدي حراسه.
في 9 يناير 2012 حكم على الغانمي بالسجن لمدة اثني عشر سنة من قبل محكمة عسكرية لأنه انشق من الشرطة وتفاصيل الحكم حسب التالي: سنتان بتهمة «تعكير صفو السلام» وثلاث سنوات بتهمة «التحريض على كراهية الحكومة» وسبعة سنوات ونصف السنة لغيابه دون عذر رسمي ومشاركته في المظاهرات.

## ردود الفعل
قالت جمعية الوفاق الوطني الإسلامية الشيعية المعارضة أن اعتقال الغانمي هو يشكل «بعد آخر يثبت أن الحكومة تعترف فقط بتقرير بسيوني عندما يتعلق الأمر بالتصريحات الرسمية للاستهلاك الإعلامي».

## الحياة الشخصية
الغانمي متزوج ولديه ابنة.